# Rudolf Oeser (Schriftsteller)
Rudolf Oeser (* 21. Oktober 1807 in Gießen; † 13. Oktober 1859 in Lindheim, Hessen) war Pfarrer und Volksschriftsteller.

## Leben
Rudolf Oeser wuchs auf als Sohn eines Hofgerichtsrats in Gießen, wo er auch von 1827 bis 1830 sein Studium der Theologie absolvierte. Während seines Studiums wurde er 1827 Mitglied der Alten Gießener Burschenschaft Germania. Von 1831 bis 1833 war er als Hauslehrer in Pfungstadt tätig, danach für zwei Jahre als Pfarrassistent in Rodheim, von 1835 bis zu seinem Tod 1859 hatte er die Pfarrstelle in Lindheim inne.
Unter dem Pseudonym O. Glaubrecht (= Oeser, glaube recht!, oft falsch als Otto Glaubrecht aufgelöst) verfasste Oeser zahlreiche Erzählungen und Romane, die meist historische Begebenheiten oder das Dorf- und Alltagsleben zum Thema hatten. Darüber hinaus war Oeser für das in Halle erscheinende evangelisch-konservative „Volksblatt für Stadt und Land“ tätig und galt als Autorität für Theorie und Kritik der Volksschrift. Oeser steht damit für eine Strömung, die Volksbildung und Volksschrift vom ursprünglichen aufklärerischen Konzept abwendete und zur Vermittlung konservativer Werte einsetzte. Auf Grundlage einer idyllischen Vorstellung vom Volk in Dorf und Kleinstadt folgte diese Literatur der Idee, alles Gute und Schöne sei zu erhalten, alles Neue und Fremde aber sei zu verhindern. Oeser gilt als der wichtigste Vertreter dieser literarischen Richtung. Seine Werke weisen christliche, regionale und volkstümliche, teilweise stark antisemitische Motive auf. Verbunden war dies zumeist mit einer moralisierenden und belehrenden Erzählweise. Literarische Vorlagen bildeten Oesers Aufenthaltsorte, wie Lindheim, Gießen, Grünberg oder Saasen.
Sein Sohn Hermann Oeser wurde ebenfalls Schriftsteller.

## Ehrungen
In Gießen und Rabenau gibt es jeweils eine Glaubrechtstraße.

## Schriften
- Anna, die Blutegelhändlerin. Eine Erzählung für das Christenvolk. Frankfurt am Main 1842. (Digitalisat Ausg. 1877)
- Die Schreckensjahre von Lindheim. Ein Beitrag zur Sittengeschichte des siebenzehnten Jahrhunderts. Für das Volk erzählt. Hanau 1843. (Digitalisat Ausg. 1850) (Neuausgabe mit einer dokumentarischen Darstellung von Karl Ernst Demandt, Altenstadt 1981)
- Die Heimkehr oder Was fehlt uns? Eine Erzählung für das Christenvolk. Frankfurt am Main 1843. (Digitalisat Ausg. 1871)
- Der Kalendermann vom Veitsberg. Eine Erzählung für das Volk. Frankfurt am Main, 1845.
- Die Heimkehr oder was fehlt uns? Eine Erzählung für das Volk. Frankfurt am Main, 1847, siehe auch http://edocs.ub.uni-frankfurt.de/volltexte/2008/10402/
- Leiningen, in Dorfbildern geschildert für das Volk. Frankfurt am Main 1848.
- Der Zigeuner. Eine Erzählung für das Volk. Frankfurt am Main 1850. (Digitalisat)
- Die Goldmühle. Eine Erzählung für das Volk. Frankfurt am Main 1852.
- Zinzendorf in der Wetterau. Ein Bild aus der Geschichte der Brüdergemeinde dem Volke dargestellt.
  - Erste Abtheilung: Ronneburg. Frankfurt a. Main 1852. (Digitalisat)
  - Zweite Abtheilung: Marienborn. Frankfurt am Main 1853. (Digitalisat)
  - Dritte Abtheilung: Herrnhaag. Frankfurt am Main 1853. (Digitalisat)
- Erzählungen aus dem Hessenlande. Frankfurt am Main 1853. (Digitalisat Ausg. 1870)
- Das Haidehaus. Erzählung für das Volk. Frankfurt am Main 1854.
- Ein böses Jahr. Erzählung für das Volk. Frankfurt am Main 1856. (Digitalisat Ausg. 1874)
- Fluch und Segen. Erzählung für das Volk. Eisleben 1857. (Digitalisat)
- Die Heimatlosen. Erzählung aus den Freiheitskriegen. Frankfurt am Main 1858. (Digitalisat)
- Das Volk und seine Treiber. Erzählung. Eisleben, Leipzig 1859. (Digitalisat)
- Das Waßergericht. Erzählung für das Volk. Nebst Mittheilungen über des Verfaßers Leben, Wirken und Tod von J. Gustav Diegel. Frankfurt am Main 1860. (Digitalisat Ausg. 1873)
- Ausgewählte Schriften. Nebst Lebensbeschreibung und Bildniß. Frankfurt am Main, 1866.